# 吳國對
吳國對（1616年—1680年），字玉隨，號默巖，南直隸滁州直隸州全椒縣人，清朝政治人物。

## 生平
順治八年（1651年）拔貢，十一年（1654年）甲午科順天鄉試舉人，十五年（1658年）戊戌科一甲第三名進士（探花）。授翰林院編修，升國子監司業，甚得皇恩，“三殿臚傳，九重溫語”，任順天學政，康熙十九年（1680年）卒。

## 著作
著有《賜書樓集》二十四卷、《詩乘》。

## 家族
高祖吳聰；曾祖吳風；祖父吳謙；父吳沛。兄吳國鼎、吳國器、吳國縉，孿生弟吳國龍。
子吳旦、吳勗、吳昇。吳國龍子吳晟、吳昺。吳旦孫吳敬梓。